# Brateiu
Brateiu (auch Bratei; deutsch Pretai, siebenbürgisch-sächsisch Pretai oder Pretua, ungarisch Baráthely) ist eine Gemeinde im Kreis Sibiu in der Region Siebenbürgen in Rumänien.

## Lage
Brateiu liegt im Kokeltal am Fluss Târnava Mare (Große Kokel), fünf Kilometer von Mediaș (Mediasch) entfernt an der Nationalstraße DN14 zwischen Mediaș und Sighișoara (Schäßburg). Der Ort im engeren Sinne hatte 1992 1956 Einwohner. Zur Gemeinde Brateiu gehört außerdem das Dorf Buzd.

## Geschichte
Das Ortsgebiet war bereits zur Zeit der Völkerwanderung und während des Mittelalters besiedelt. Seit der Mitte des 5. Jahrhunderts gehörte die Region zum Reich der Gepiden, bis die Awaren im Jahr 567 vom Karpatenbecken Besitz ergriffen. Grabungen, die im Jahr 1959 mit einer Probegrabung am linken Ufer der Târnava Mare etwa einen Kilometer östlich von Brateiu begannen, konnten drei aufeinanderfolgende Siedlungen, sowie zwei Gräberfelder nachweisen. Die älteste Siedlung bestand vom 4. bis in die erste Hälfte des 7. Jahrhunderts, die zweite Siedlung vom Ausgang des 7. Jahrhunderts bis ins 8. Jahrhundert, die dritte ist ins 12. Jahrhundert zu datieren. Das Gräberfeld Nr. 3 wurde im 6. und frühen 7. Jahrhundert belegt und enthielt knapp 300 Körperbestattungen, mit zahlreichen Grabbeigaben, darunter Töpfe, Kannen und Krüge aber auch Waffen. Die Töpfe zeichnen sich im Vergleich zu benachbarten Gräberfeldern, etwa Band oder Kölked-Feketekapu A dadurch aus, dass ein großer Teil davon handgefertigt war. Die Toten sind auf dem Rücken liegend in grob west-östlicher Orientierung aufgebahrt.
Der Ort wurde von deutschen Siedlern gegründet und wurde im Jahr 1283 zum ersten Mal als Mons Mariae (Marienberg) urkundlich erwähnt, die Ortskirche war ebenfalls der Heiligen Jungfrau Maria geweiht. Die Blütezeit erlebte der Ort gegen Ende des 18. Jahrhunderts. Nachdem Klagen bei Kaiser Joseph II. über den schlechten Zustand der einsturzgefährdeten Kirchenburg Erfolg hatten – sie war auf sumpfigen Gelände erbaut worden – wurden die Gemeinde in Richtung Schäßburg erweitert, der natürliche Fluss der Kokel umgeleitet und der die Gemeinde umgebende Sumpf trockengelegt.
Für die Siebenbürger Sachsen begann Anfang des 20. Jahrhunderts eine lange Phase der Auswanderung und des Niedergangs. 1903 gab es eine große Auswanderungswelle nach Amerika. Nach den beiden Weltkriegen, der kommunistischen Ära und der letzten Auswanderungswelle von 1990 blieben nur noch wenige Sachsen in Pretai. Im Jahr 2002 wohnten im Ort noch 32 deutsche evangelische Christen.

## Sehenswürdigkeiten
- Die Kirchenburg in Pretai: Es handelt sich um eine spätgotische dreischiffige Pfeilerbasilika im 14. Jahrhundert errichtet. Ende des 16. Jahrhunderts wurde eine sog. Wandchronik geschaffen, auf der biblische Szenen abgebildet sind. Sie galt zur Zeit ihrer Entstehung als umfangreichstes Werk dieser Art in Siebenbürgen. Auch der Altar stammt aus dem ersten Viertel des 16. Jahrhunderts. 1845–1846 wurde die Kirche erneuert und steht heute unter Denkmalschutz.[4]

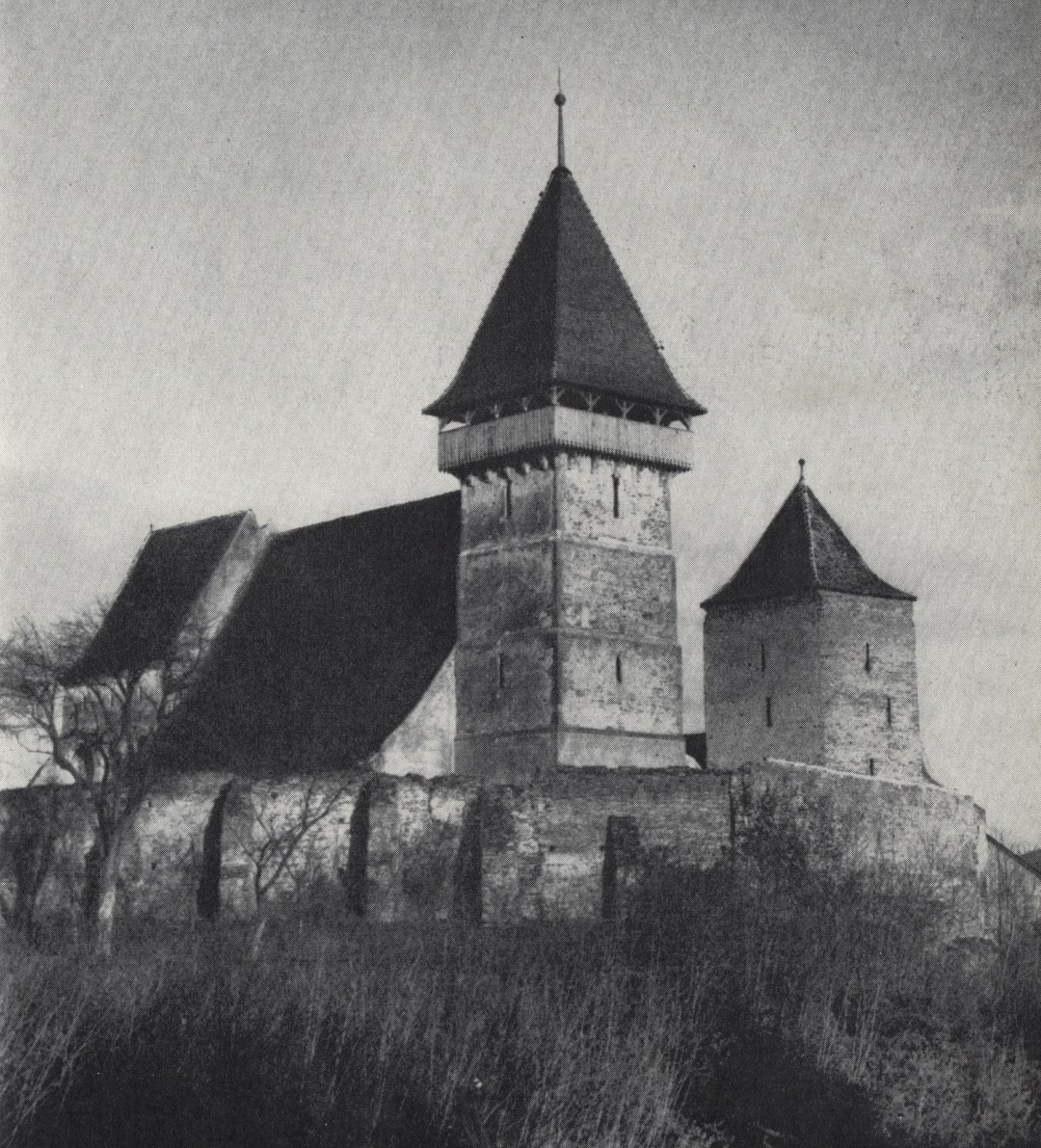
(1964)
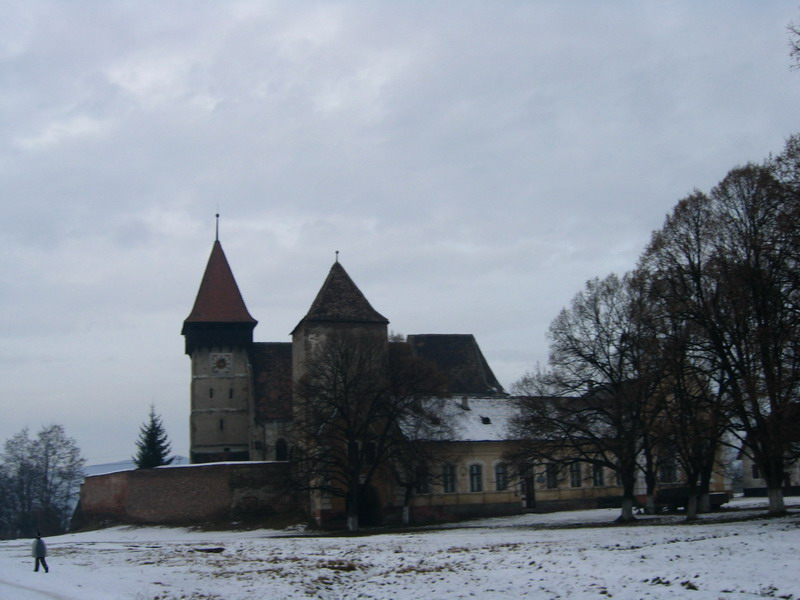
(2005)
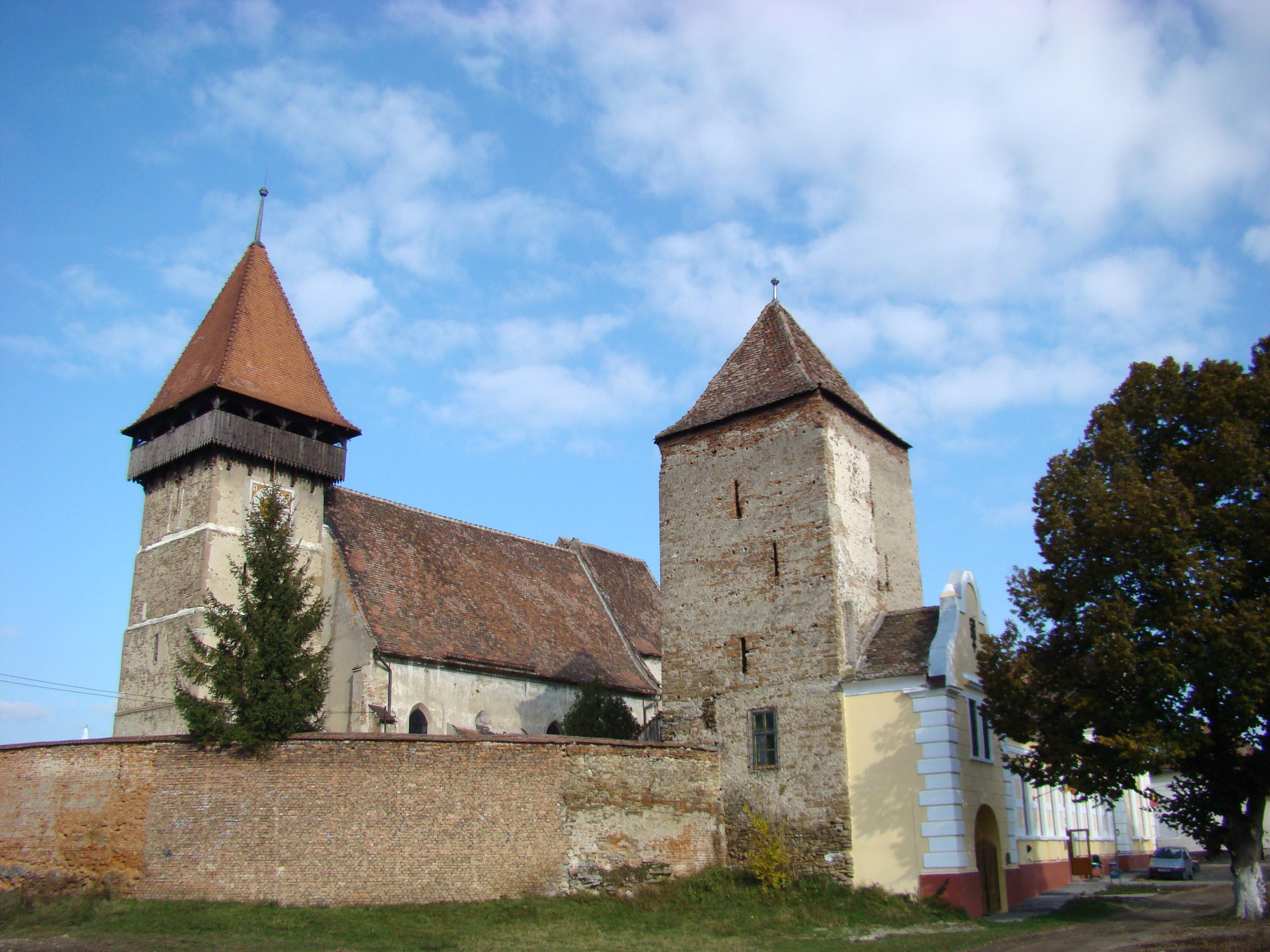
(2009)